# 269742 Kroónorbert
269742 Kroónorbert è un asteroide della fascia principale. Scoperto nel 1998, presenta un'orbita caratterizzata da un semiasse maggiore pari a 2,3179587 UA e da un'eccentricità di 0,1764154, inclinata di 4,58461° rispetto all'eclittica.